# Hans Erik Norell

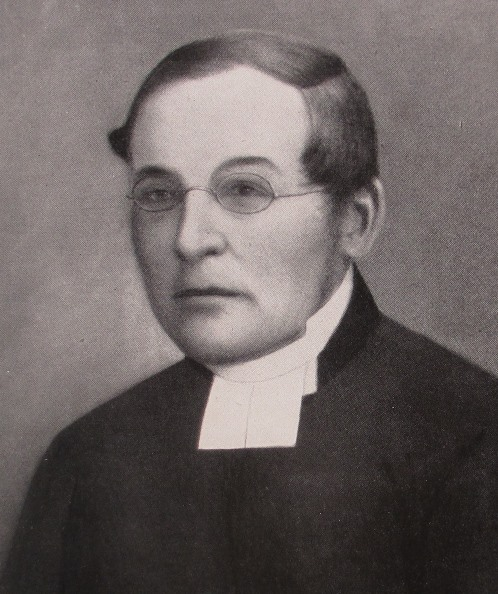
Hans Erik Norell.

Hans Erik Norell, född 30 maj 1805 i Norrala socken, Gävleborgs län, död 9 januari 1863 i Söderhamn, var en svensk präst.
Norell, som var son till en gästgivare, blev student vid Uppsala universitet 1823 och studerade först vid den filosofiska fakulteten, men prästvigdes 1829. Han blev skolmästare i Söderfors 1835 och avlade pastoralexamen 1839. Han blev komminister och lärare vid stadspedagogien (föregångare till läroverket) i Söderhamn 1846 och kyrkoherde i Söderhamns församling 1852. Han uppges ha varit influerad av swedenborgianismen, något som i viss mån stöds av titeln på hans skrift Det nya Salem (tre delar, 1858–1861).

Norell synes ej ha varit så mycket evangeliskt utan mera praktiskt intresserad och är känd som grundare av Söderhamns stads Sparbank. Han var ordförande i sparbankens direktion från stiftandet 1853 till 1858 och kvarstod därefter som ledamot till 1862, då han ej omvaldes, något som skedde mot hans vilja eller åtminstone utan att han framställt begäran därom. Bankens handlingar nämner inte något om anledningen; med tanke på att han avled året därpå kan sjukdom ha funnits med i bilden, även om åtskilliga omständigheter talar för att det vid denna tidpunkt var lite spänt inom bankens ledning.

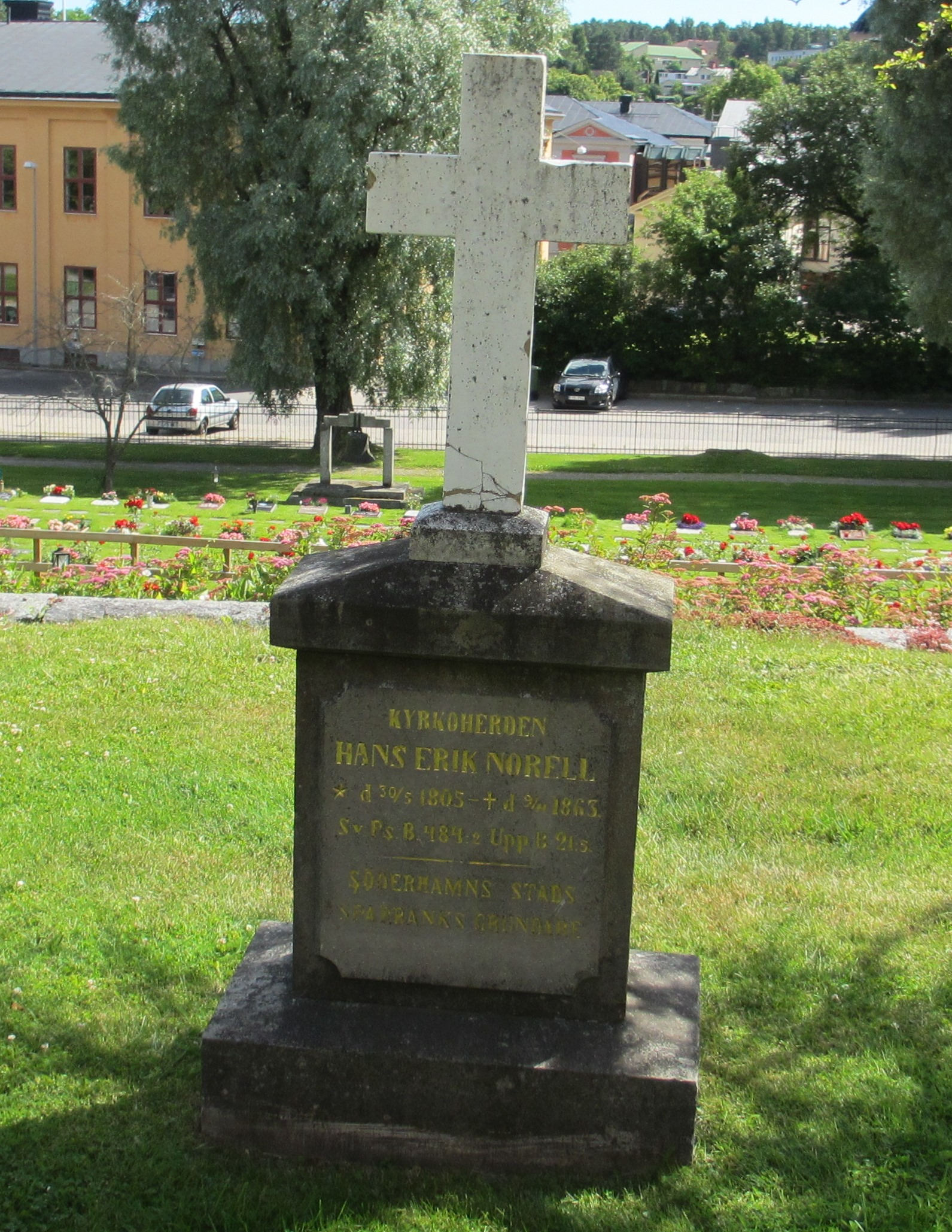
Norells gravställe i Söderhamn.